# Montreuil-sur-Thérain
Montreuil-sur-Thérain település Franciaországban, Oise megyében. Lakosainak száma 244 fő (2022. január 1.). Montreuil-sur-Thérain Bailleul-sur-Thérain, Villers-Saint-Sépulcre és Warluis községekkel határos.

## Népesség
A település népességének változása:
| Lakosok száma | 247  | 249  | 245  | 243  | 245  | 248  | 248  | 244  |
|               | 2013 | 2015 | 2017 | 2018 | 2019 | 2020 | 2021 | 2022 |